# Remasellus parvus
Remasellus parvus là một loài chân đều trong họ Asellidae. Loài này được Steeves miêu tả khoa học năm 1964.